# مكتبة غوتنغن

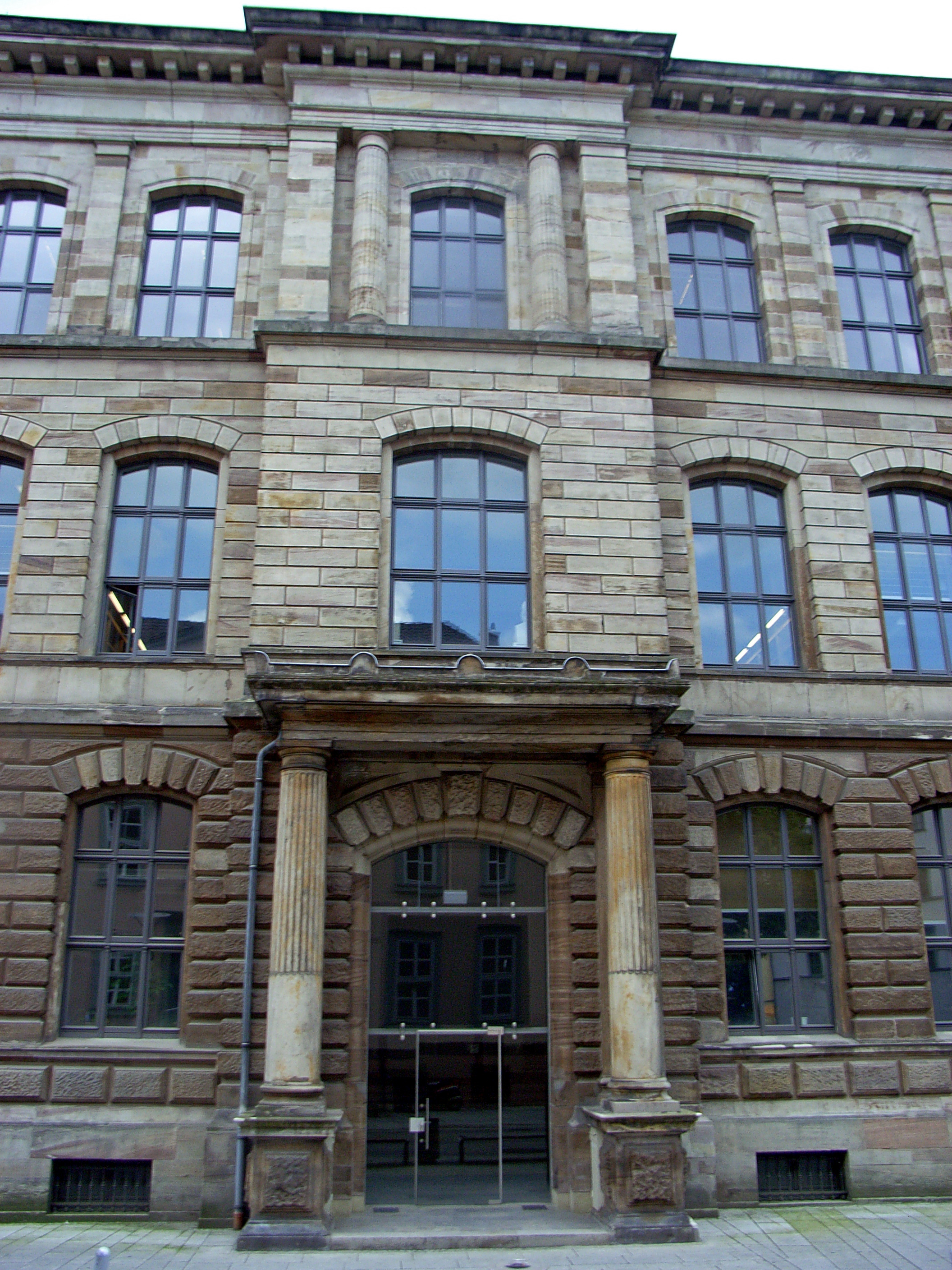
توسيع المكتبة (1878 إلى 1882) ، المعروفة الآن باسم مبنى Prinzenstraßen

مكتبة وجامعة ولاية غوتنغن ( (بالألمانية: Niedersächsische Staats- und Universitätsbibliothek Göttingen)‏ أو SUB Göttingen ) هي مكتبة لجامعة غوتنغن ولأكاديمية غوتنغن للعلوم وهي مكتبة ولاية ساكسونيا السفلى الألمانية، وهي إحدى أكبر المكتبات الأكاديمية الألمانية، ولديها العديد من المشاريع الوطنية والدولية في مجال المكتبات وفي توفير خدمات البنية التحتية البحثية. وفي عام 2002 ، فازت مكتبة SUB Göttingen بجائزة مكتبة العام الألمانية ( Bibliothek des Jahres ).  ورئيسها الحالي هو ولفرام هورستمان.

## نبذة
تعمل المكتبة في ظل نظام واسع، مع ستة مكتبات فرعية تقع في أقسام أكاديمية مختلفة، وتكمل المجموعة المركزية الموجودة في المكتبة الرئيسية (اكتمل البناء في عام 1992) في الحرم الجامعي الرئيسي ومبنى المكتبة التاريخي في وسط المدينة، ويحتوي المبنى التاريخي على مخطوطات وكتب نادرة وخرائط ومجموعة كبيرة من تاريخ العلوم والأعمال في مجموعاته الخاصة، بالإضافة إلى ذلك، جوهرها الأصلي، SS. تم تحويل كنيسة بطرس وبولس، غوتنغن، إلى معرض ومركز محاضرات لإعادة الاستخدام والبناء.
اعتبارًا من ديسمبر 2016 ، تمتلك SUB Göttingen حوالي 8 ملايين وحدة وسائط، من بينها 5.9 مليون مجلد، و 1.6 مليون ميكروفورم، و 50000 مجلة إلكترونية مرخصة بالإضافة إلى 126000 وسائط رقمية أخرى، و 327000 خريطة وأكثر من 14000 مخطوطة، و 3100 incunabula و 400 Nachlässe (بقايا أدبية).  وتتضمن إنجيل جوتنبرج (واحده من أربع نسخ كاملة معروفة بوجودها).
وتحتفظ SUB Göttingen بمركز Göttingen للرقمنة بأثر رجعي (GDZ) منذ عام 1997. كما أنها تدير مطبعة جامعة غوتنغن، التي توسعت منذ تأسيسها في عام 2003 وهي ملتزمة بمبدأ الوصول المفتوح., منذ إنشائها في عام 2004 ، وكان لقسم البحث والتطوير بالمكتبة دور فعال في تطوير خدمات جديدة مثل إنشاء بيئات بحث افتراضية والبنية التحتية للبيانات والخدمات العلمية
وفي إطار مجموعة المطبوعات الألمانية، تجمع SUB Göttingen منشورات القرن الثامن عشر، ضمن برنامج خدمات المعلومات المتخصصة الممول من مؤسسة الأبحاث الألمانية (DFG) ، وتدير خدمات المعلومات المتخصصة في الرياضيات (منذ عام 2015 ، مع المكتبة الوطنية الألمانية للعلوم والتكنولوجيا (TIB Hannover)) ، وثقافة الأنجلو أمريكية (منذ عام 2016 ، مع مكتبة معهد JF Kennedy التابع لجامعة برلين الحرة) ، وعلوم الأرض للأرض الصلبة (منذ عام 2016 ، مع مركز الأبحاث الألماني لعلوم الأرض (GFZ Potsdam)) واللغات والأدب والثقافة الفنلندية الأوغرية / الأورالية (منذ 2017), بالتعاون مع مكتبة الجامعة "Georgius Agricola" التابعة لجامعة Technische Universität Bergakademie Freiberg (UBF) ، وتحتفظ SUB Göttingen بمجموعة كبيرة عبر الإنترنت من المواد المتعلقة بعلوم الأرض، أو GEO-Library Experts Online ، أو GEO-LEO .
وتنسق SUB Göttingen إنشاء مركز كفاءة على مستوى الدولة لترخيص الموارد الإلكترونية (مع مكتبة ولاية برلين والمكتب الرئيسي لشبكة المكتبات المشتركة (GBV). ومنذ عام 2014 ، بدأت Göttingen eResearch Alliance بالتعاون ( مع مركز الحوسبة الجامعية (GWDG). وتنسق المكتبة مشروع DARIAH-DE لتطوير البنى التحتية البحثية في ألمانيا، وتدعم التأسيس الجماعي للبنى التحتية البحثية مفتوحة الوصول (OpenAIRE 2020 ، COAR) في جميع أنحاء أوروبا وجميع أنحاء العالم.

## تاريخ
تأسست المكتبة عام 1734 ، قبل الجامعة بثلاث سنوات، وكان أول رئيس لها يوهان ماتياس جيسنر، الذي بقى في المنصب حتى وفاته عام 1763, وسرعان ما اعتبرت واحدة من المكتبات البحثية الرائدة في ألمانيا، إذ كانت معروفه في أنظمة الفهرسة (ثم في المجلدات كبيرة ). ووضعت إدارة كريستيان جوتلوب هاين (1763-1812) الأساس للمكتبة. ومع ذلك، وفي نصف قرن ادت إلى انخفاض التمويل إلى إضعاف مكانة المكتبة. وفقط في عام 1866 ، برعاية بروسية رسمية، بدأت المكتبة في الازدهار مرة أخرى. استخدم كل من Heinrich Heine وJohann Wolfgang von Goethe وعلقوا على المكتبة في وقتهم.

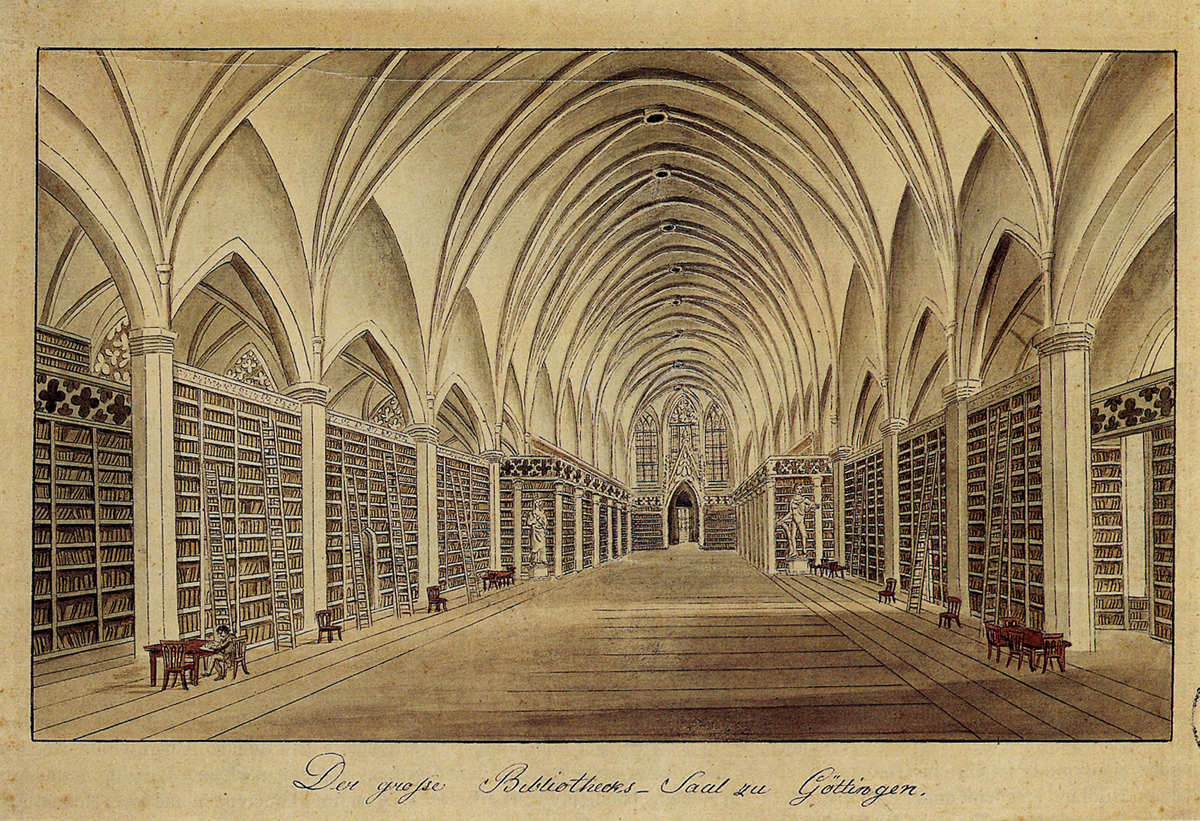
قاعة المكتبة (~ 1820)
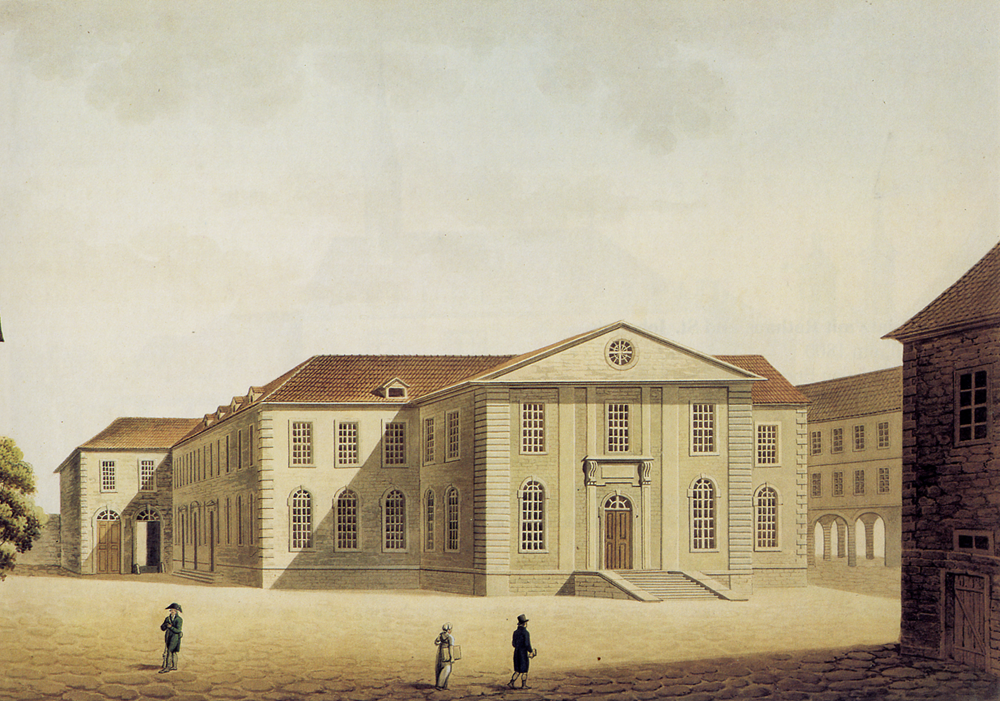
المكتبة (~ 1800)
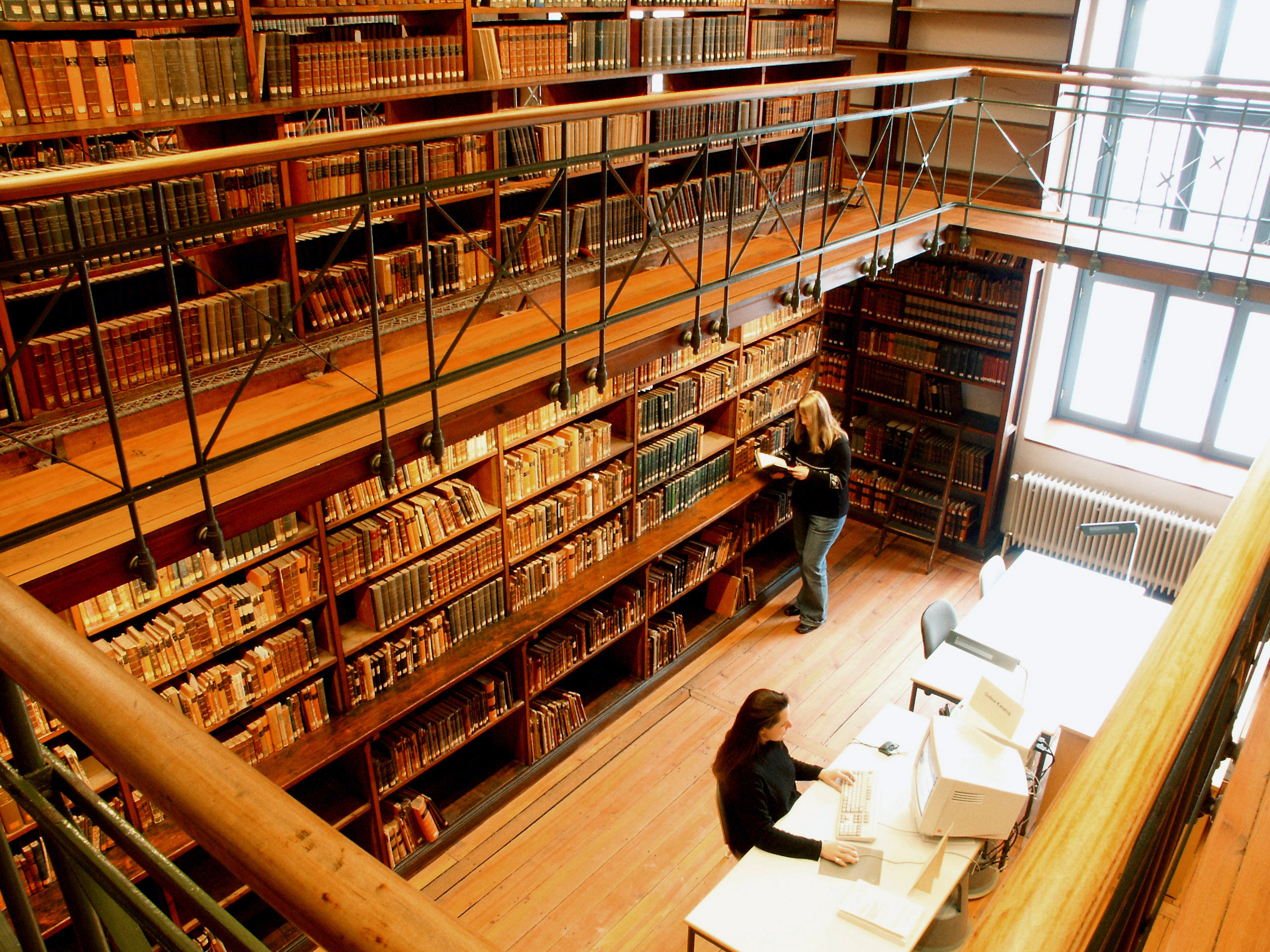
هاين هول (2004)

وفي عام 1992 ، تم افتتاح مبنى رئيسي جديد للمكتبه يقع خارج وسط المدينة (Altstadt).[بحاجة لمصدر] والمبنى الرئيسي السابق، أصبح الآن المبنى التاريخي، يضم المخطوطات والكتب النادرة وبعض المجموعات الخاصة الأخرى.[بحاجة لمصدر] وفي الوقت نفسه، لا تزال المجموعات الخاصة بالقسم محفوظة في منشآت في أقسام أكاديمية مختلفة.

## فهرس
- Fast ، Jan-Jasper ، Tobias Möller: The Future with Tradition: The Göttingen State and University Library . [ترجمة. كيم دمرز، إيزابيل د. هولواتي] جوتنجن: جورج-أغسطس-جامعة، 2003.
- إلمار ميتلر: "Niedersächsische Staats- und Universitätsbibliothek Göttingen ،" في بيرند هاجناو (محرر. ): Regionalbibliotheken in Deutschland. فرانكفورت أم ماين: كلوسترمان، 2000. ص. 187 - 195.
- فابيان، برنارد (محرر. ): Handbuch der historyischen Buchbestände in Deutschland . المجلد. 2 ، 1. هيلدسهايم: أولمز-ويدمان، 1998. ص. 140-266.
- كريستيان كايند دويرن: Die Niedersächsische Staats- und Universitätsbibliothek Göttingen. Ihre Bestände und Einrichtungen in Geschichte und Gegenwart . فيسبادن: Harrassowitz ، 1986.

## روابط خارجية
- موقع المكتبة باللغة الإنجليزية على الإنترنت: http://www.sub.uni-goettingen.de/index-e.html
- إنجيل غوتنغن غوتنبرغ في الإنترنت
- مركز غوتنغن للرقمنة بأثر رجعي
- مطبعة جامعة جوتنجن
- مجموعة من المطبوعات الألمانية
- خدمة معلومات الرياضيات
- مكتبة الثقافة والتاريخ الأنجلو أمريكي
- Fachinformationsdienst Geowissenschaften der festen Erde
- Kompetenzzentrum für die Lizenzierung elektronischer الموارد
- تحالف غوتنغن للبحث الإلكتروني
- داريا دي
- أوبنير
- COAR